# اعدام در ملأ عام

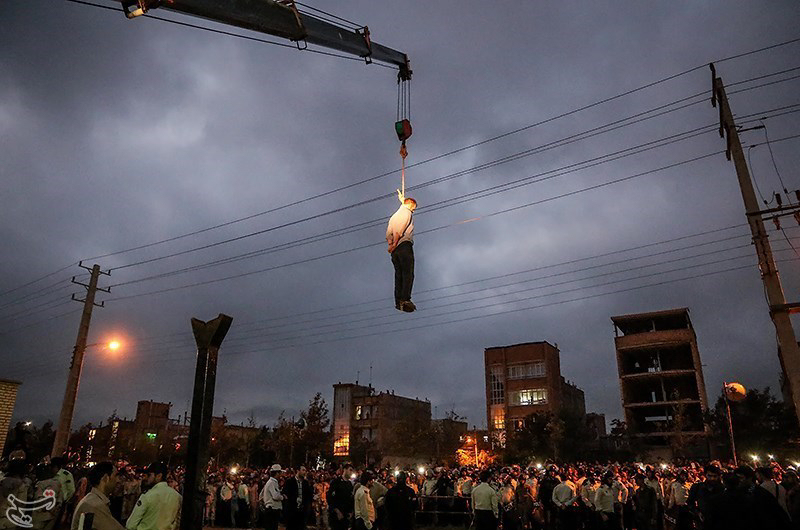
اعدام اسماعیل رنگرز، پارس‌آباد، ۱۳۹۶

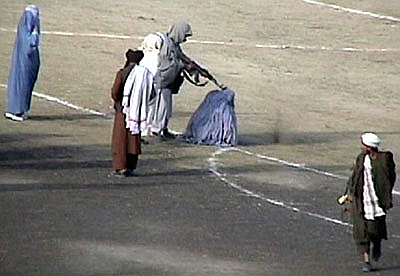
اعدام در ملاء عامِ یک زن بوسیله طالبان در ورزشگاه غازی در کابل, افغانستان (۱۶ نوامبر ۱۹۹۹)

اعدام در ملاء عام گونه‌ای از مجازات اعدام است که در آن عموم مردم به‌طور داوطلبانه ممکن است در آن شرکت کنند. اینگونه مجازات به‌طور معمول با حضور تعداد محدودی از شهروندان منفعل (از جمله کودکان خردسال) همراه است که برای اطمینان از مجازات شدنِ مجرم، شاهدِ این رویداد هستند.
به گفته سازمان عفو بین‌الملل، در سال ۲۰۱۲ اعدام‌های عمومی شناخته شده در ایران، کره شمالی، عربستان سعودی و سومالی انجام شده‌است.